# L'Hiver d'un gentilhomme
 (février 2023).
Si vous disposez d'ouvrages ou d'articles de référence ou si vous connaissez des sites web de qualité traitant du thème abordé ici, merci de compléter l'article en donnant les références utiles à sa vérifiabilité et en les liant à la section « Notes et références ».
L'Hiver d'un gentilhomme est un feuilleton télévisé français en 8 épisodes de 26 minutes, créé par Pierre Moustiers d'après son roman et réalisé par Yannick Andréi, et diffusé du 18 septembre au 14 novembre 1974 sur la troisième chaîne de l'ORTF.

## Synopsis
Ce feuilleton met en scène l'histoire d'une famille de nobles provençaux à la veille de la Révolution.

## Distribution
- Henri Virlogeux : Le Baron Jérôme de Sagne
- Denis Manuel : Olivier de Sagne
- Odile Versois : Christine de Sagne
- Catherine Hubeau : Anne de Sagne
- Gabriel Cattand : Maynier
- Jean Martinelli : Le marquis de Bermond
- Armand Meffre : Sauvari
- Tania Sourseva : Théréson
- Martin Trévières : Guilhen
- Bernard Charlan : Beaupré
- Isa Rambaud : Mathilde
- Yvan Varco : Chevalier d'Urtis
- Claude Robin : Portecchio
- Patrick Verde : Guillaume d'Anzet
- Jacky Calatayud : François
- Raoul Curet : abbé Magnan
- Jacques Danoville: Bertrand de chaume
- Philippe Mareuil: comte de valbelle
- Michel Creton: le chef des brigands
- Jean Franval: un brigand
- Jean Saudray: un brigand
- André Rousselet: un brigand
- Guy Alland : Fabret, un bourgeois
- Gilles Geisweiller : Guillaume d'Auzet
- Jean Toscan : Suret, le barbier
- Albin Guichard : Tasseron, le préparateur
- Georges Koulouris : Delmas, le contremaître
- Jacqueline Cabasson : Berthe
- Jean Nehr : le curé Magnan
- Jacques Galland : le chirurgien Imbert
- Claude Carliez : Crassol
- Antoine Baud : La Buée
- Guy Barbier : Boudot
- Michel Berreur : Mousse
- Jackie Blanchot : le mercenaire (as Jacky Blanchot)